# Jakub Śmiechowski
Jakub Śmiechowski (ur. 11 października 1991) – polski kierowca wyścigowy, rywalizujący obecnie w wyścigach długodystansowych. Jest zwycięzcą 24h Le Mans w klasie LMP2 w latach 2023 i 2025, wicemistrzem FIA World Endurance Championship 2023 w klasie LMP2 i mistrzem IMSA Sportscar Championship w klasie LMP2 w 2024 z Inter Europol Competition, jednocześnie pracując jako szef tego zespołu.

## Kariera juniorska

### Formuła Renault 2.0
Śmiechowski rozpoczął karierę w wyścigach samochodowych w 2009 roku od startów we Włoskiej Formule Renault. Startując w zespole Kochanski Motorsport Project przejechał sześć wyścigów. Uzbierane 29 punktów dało mu 21. miejsce w klasyfikacji generalnej. Rok później przeniósł się do Północnoeuropejskiego Pucharu Formuły Renault 2.0 oraz Europejskiego Pucharu Formuły Renault 2.0. Jedynie w edycji północnoeuropejskiej zdobywał punkty. Z dorobkiem 193 punktów uplasował się na siódmej pozycji w klasyfikacji kierowców. W roku 2011 w Europejskim Pucharze Formuły Renault 2.0 wystartował już tylko gościnnie podczas rundy na torze Circuit de Spa-Francorchamps. Kontynuował jednak starty w Północnoeuropejskim Pucharze Formuły Renault 2.0. Nie poprawił się jednak w porównaniu z poprzednim sezonem – był dwunasty. W 2012 roku został zaś klasyfikowany na 25. miejscu w klasyfikacji końcowej.
Na sezon 2013 Polak przedłużył kontrakt z ekipą Inter Europol Competition na starty w Północnoeuropejskim Pucharze Formuły Renault 2.0. Z dorobkiem piętnastu punktów uplasował się na 40. miejscu w końcowej klasyfikacji kierowców.

### BOSS GP
W sezonie 2014 Polak dołączył do stawki BOSS GP, gdzie ścigał się w klasie open w bolidzie serii GP2 z 2005 roku. W ciągu szesnastu wyścigów, w których wystartował, jedenastokrotnie stawał na podium, w tym dwukrotnie na jego najwyższym stopniu. Uzbierał łącznie 276 punktów. W ostatnim wyścigu sezonu zapewnił sobie mistrzowski tytuł.

## Początki w Endurance
W 2016 roku Śmiechowski wkroczył do wyścigów samochodów sportowych, partnerując się z Jensem Petersenem w kategorii LMP3 w European Le Mans Series. Tam najlepszy finisz na piątym miejscu w Algarve dał zespołowi dziesiąte miejsce w klasyfikacji. Śmiechowski zebrał więcej nagród w V de V Challenge, gdy wraz z Martinem Hippe wygrał mistrzostwa serii LMP3.
Śmiechowski wraz z Inter Europolem wrócił do obu mistrzostw w 2017r Zespół poprawił swoje wyniki, a pierwsze podium w Le Castellet zapewniło Śmiechowskiemu i Martinowi Hippe piąte miejsce w klasyfikacji. W serii V de V Endurance Polak utrzymał tytuł dzięki czterem podium, w tym dwóm zwycięstwom u boku pełnoetatowego kolegi z zespołu Hendrika Stilla. Dodatkowo ścigał się w GT & Prototype Challenge w tym roku, zajmując drugie miejsce w klasie LMP3.
W sezonie 2018 ELMS Śmiechowski i Hippe pozostali kolegami z zespołu w Inter Europolu. Przełomowym momentem w ich wspólnej karierze było pierwsze zwycięstwo w kategorii podczas kończącej sezon rundy w Portimão, które wraz z podium na Red Bull Ring dało im drugie miejsce w LMP3.W tym samym roku Śmiechowski wziął udział w swojej ostatniej kampanii V de V, w której zajął piąte miejsce z jednym zwycięstwem. Pod koniec roku i w 2019 Polak zdołał wygrać dwa wyścigi w Asian Le Mans Series wraz z Hippe, a dwa dodatkowe drugie miejsca zapewniły zespołowi tytuł AsLMS - a także zaproszenie do 24-godzinnego wyścigu Le Mans w 2019 roku.

## Pierwsze lata w LMP2
Rok 2019 był debiutanckim sezonem Śmiechowskiego w kategorii LMP2, w której on i Inter Europol Competition rywalizowali w ELMS. Nie był to najprostszy rok, ponieważ załoga nr 34 nie była w stanie poprawić najlepszego wyniku wyścigowego na 12. miejscu, zamiast tego zajmując 17. miejsce w klasyfikacji kierowców i drugie od końca w klasyfikacji zespołów. W Le Mans Śmiechowski, Nigel Moore i James Winslow walczyli z usterkami technicznymi Ligiera JS P217, aby zająć 16. miejsce w klasie LMP2.
Zimą 2019-2020 Inter Europol powrócił do Asian Le Mans Series, tym razem w LMP2.Pomimo partnerowania doświadczonemu weteranowi LMP2 Mathiasowi Beche, a także Jamesowi Winslowowi, Śmiechowski i jego partnerzy zajęli piąte miejsce w klasyfikacji, jedno miejsce za siostrzanym samochodem IEC.
Śmiechowski partnerował René Binderowi i Matevosowi Isaakyanowi w skróconej kampanii ELMS, po tym jak pierwotnie miał do nich dołączyć Beche. Zespół zdobył swój najlepszy wynik w Le Castellet, zajmując siódme miejsce w pierwszym wyścigu i szóste w sierpniu, co pomogło IEC zająć 12. miejsce w klasyfikacji generalnej. Ponadto Śmiechowski wystartował w 24-godzinnym wyścigu Le Mans, gdzie zajął 17. miejsce w klasie wraz z kolegami z zespołu ELMS, a także wziął udział w dwóch wyścigach IMSA SportsCar Championship, gdzie Polak po raz pierwszy wystartował w prototypie Oreca 07.

## Przenosiny do WEC i pierwsze zwycięstwo w Le Mans
Przed 2021 rokiem Inter Europol Competition na stałe przeniósł się do FIA World Endurance Championship, wystawiając jedną Orecę 07 ze Śmiechowskim, kierowcą fabrycznym Cadillaca Rengerem van der Zande i Alexem Brundle'em w składzie. Zespół doświadczył solidnego początku sezonu, kończąc wszystkie wyścigi z wyjątkiem jednego w pierwszej piątce, w tym czwarty na Monza i piąty w Le Mans. Dzięki tym wynikom IEC zajął piąte miejsce w klasyfikacji zespołów.
Pozostając w WEC w 2022 r., do Śmiechowskiego, który zaczął pełnić również funkcję dyrektora zespołu, dołączyli Brundle i były kierowca F1 Esteban Gutiérrez. Ten sezon również nie był najłatwiejszy, ponieważ samochód miał problemy z elektryką i uszkodzone sprzęgło w Sebring, a Brundle rozbił się na mokrej nawierzchni w Spa Ich losy nieco się odwróciły po 13. miejscu w 24h Le Mans, z czwartą lokatą na Monzy, która była najważniejszym punktem sezonu. IEC nie zdobyło jednak punktów w dwóch ostatnich rundach, przez co zajęli 11. miejsce w tabeli LMP2, wyprzedzając jedynie cztery składy Pro-Am.
W sezonie 2023 do Śmiechowskiego dołączył były kierowca fabryczny Lamborghini Albert Costa i Fabio Scherer, zaczynający trzeci rok startów w LMP2. Ta trójka udowodniła, że zespół poczynił postępy, zdobywając punkty w dwóch pierwszych wyścigach, a następnie zajmując trzecie miejsce w SpaOstateczny triumf przyszedł jednak w Le Mans, gdzie Inter Europol był w stanie odnieść zwycięstwo pomimo kontuzji stopy Scherera i problemów z radiem podczas końcowych etapów, a Śmiechowski dotrzymywał kroku większości innych srebrnych kierowców.. Zdobywając kolejne punkty w pozostałych trzech wyścigach, Śmiechowski i jego koledzy z zespołu byli w stanie obronić drugie miejsce w klasyfikacji. 

## Pełny sezon w Ameryce
Wraz z wycofaniem Inter Europol Competition i klasy LMP2 z World Endurance Championship, kariera Śmiechowskiego jako kierowcy została skierowana do Ameryki Północnej. Dołączając do Toma Dillmanna i Nick'a Boulle, uczestniczył w rundach długodystansowych IMSA Sportscar ChampionshipPo solidnym przebiegu sezonu współpracując z PR1/Mathiasen Motorsports, Śmiechowski wraz z Dillmann'em i Boulle'm sięgnęli po tytuł w klasie LMP2. Śmiechowski wygrał z nimi tylko mistrzostwo zespołowe, nie licząc się w triumfie mistrzostwa kierowców.
Do Śmiechowskiego na 92gą edycję 24h of Le Mans dołączyli Francuz Clement Novalak i Rosjanin Vladislav Lomko. Byli oni bliscy obronienia wyniku z ubiegłego roku, lecz wcześnie stracona przednia lewa opona przez Novalaka i późniejsza wymagana wymiana przodu nie pozwoliła na to. Francuz dał radę przebić się ze wspólnikami na drugą pozycję, pozostając w pierwszej piątce przez ostatnie godziny wyścigu. Zajęli oni drugą lokatę, tracąc tylko 18 sekund do lidera klasy LMP2, United Autosports.

## Powrót do Europy i drugie zwycięstwo w Le Mans
W sezonie 2025, Śmiechowski odstąpił od IMSA i wrócił do ścigania w European Le Mans Series, z Dillmann'em i Nickiem Yelloly'im będąc częścią załogi z numerem 43. W pierwszym wyścigu sezonu na Circuit Barcelona-Catalunya przez awarię załoga Śmiechowskiego skończyła na dziesiątym miejscu, odbijając sobie wynikiem z drugiej rundy, zdobywając drugie miejsce. 
Pomiędzy rundami ELMS, Śmiechowski wraz z Dillmann'em uczestniczyli w drugiej i trzeciej rundzie Nürburgring Langstrecken-Serie. 
Na 93cią edycję 24h of Le Mans dołączyli do niego wcześniej wspomniany Tom Dillmann i Nick Yelloly. Poprawili oni wynik zespołu z ubiegłego roku, zdobywając drugie zwycięstwo dla zespołu i trzecie podium w klasie LMP2. Samochód z numerem 43 prowadził wyścig od samego rana, stale utrzymując przewagę nie większą niż dwadzieścia sekund nad samochodem z numerem 48 zespołu VDS Panis Racing. Ostatnia godzina wyścigu miała dramatyczny przebieg; 34 minuty przed metą zespół otrzymał karę drive-through w wyniku przekroczenia prędkości przez Yelloly'ego w pit lane podczas poprzedniego postoju. Następnie utracone prowadzenie zostało odzyskane po kolejnych kilku minutach z powodu awarii zawieszenia w samochodzie rywali. Yelloly ukończył wyścig z przewagą prawie dwóch minut nad zespołem Panis. 

## Wyniki
Źródło: driverdb.com

### Włoska Formuła Renault
| Legenda oznaczeń w tabelach wyników Wyświetl szablon na nowej stronie | Legenda oznaczeń w tabelach wyników Wyświetl szablon na nowej stronie                                                                     |
| Oznaczenie                                                            | Wyjaśnienie |
| --------------------------------------------------------------------- | --- |
| Złoty                                                                 | Zwycięzca lub mistrzostwo |
| Srebrny                                                               | 2. miejsce lub wicemistrzostwo |
| Brązowy                                                               | 3. miejsce lub II wicemistrzostwo |
| Zielony                                                               | Ukończył, punktował (w klasyfikacji generalnej, gdy zdobył co najmniej jeden punkt na przestrzeni sezonu, poza trzema powyższymi opcjami) |
| Niebieski                                                             | Ukończył, nie punktował (w klasyfikacji generalnej, gdy nie zdobył co najmniej jednego punktu na przestrzeni sezonu)                      |
| Czerwony                                                              | Nie zakwalifikował się (NZ) |
| Czerwony                                                              | Nie prekwalifikował się (NPK) |
| Różowy                                                                | Nie ukończył (NU) |
| Różowy                                                                | Niesklasyfikowany (NS) (w klasyfikacji generalnej, gdy nie został sklasyfikowany w żadnym wyścigu sezonu)                                 |
| Czarny                                                                | Zdyskwalifikowany (DK) |
| Czarny                                                                | Wykluczony (WYK/EX) |
| Biały                                                                 | Nie wystartował (NW) |
| Biały                                                                 | Kontuzjowany (K/INJ) |
| Biały                                                                 | Wyścig odwołany (OD/C) |
| Bez koloru                                                            | Został wycofany (WYC/WD) |
| Bez koloru                                                            | Nie przybył (NP/DNA) |
| Bez koloru                                                            | Nie brał udziału w treningach (NT/DNP) |
| Bez koloru                                                            | Nie został zgłoszony (–) |
| Pogrubienie                                                           | Start z pole position |
| Kursywa                                                               | Najszybsze okrążenie wyścigu |
| †                                                                     | Nie ukończył, ale jego rezultat został zaliczony ze względu na przejechanie więcej niż 90% dystansu wyścigu.                              |
| *                                                                     | Sezon w trakcie |
| 1/2/3                                                                 | Punktowana pozycja w sprincie |
| Lista systemów punktacji Formuły 1                                    | |

| Sezon | Zespół                       | Wyniki w poszczególnych rundach | Wyniki w poszczególnych rundach | Wyniki w poszczególnych rundach | Wyniki w poszczególnych rundach | Wyniki w poszczególnych rundach | Wyniki w poszczególnych rundach | Wyniki w poszczególnych rundach | Wyniki w poszczególnych rundach | Wyniki w poszczególnych rundach | Wyniki w poszczególnych rundach | Wyniki w poszczególnych rundach | Wyniki w poszczególnych rundach | Wyniki w poszczególnych rundach | Wyniki w poszczególnych rundach | Punkty | Pozycja |
| ----- | ---------------------------- | ------------------------------- | ------------------------------- | ------------------------------- | ------------------------------- | ------------------------------- | ------------------------------- | ------------------------------- | ------------------------------- | ------------------------------- | ------------------------------- | ------------------------------- | ------------------------------- | ------------------------------- | ------------------------------- | ------ | ------- |
| 2009  |                              | MNZ                             | MNZ                             | VAR                             | VAR                             | HUN                             | HUN                             | SPA                             | SPA                             | MIS                             | MIS                             | MUG                             | MUG                             | IMO                             | IMO                             | 29     | 21      |
| 2009  | Kochanski Motorsport Project | –                               | –                               | –                               | –                               | –                               | –                               | 15                              | 14                              | –                               | –                               | 10                              | 12                              | NU                              | 10                              | 29     | 21      |

### Północnoeuropejski Puchar Formuły Renault 2.0
| Legenda oznaczeń w tabelach wyników Wyświetl szablon na nowej stronie | Legenda oznaczeń w tabelach wyników Wyświetl szablon na nowej stronie                                                                     |
| Oznaczenie                                                            | Wyjaśnienie |
| --------------------------------------------------------------------- | --- |
| Złoty                                                                 | Zwycięzca lub mistrzostwo |
| Srebrny                                                               | 2. miejsce lub wicemistrzostwo |
| Brązowy                                                               | 3. miejsce lub II wicemistrzostwo |
| Zielony                                                               | Ukończył, punktował (w klasyfikacji generalnej, gdy zdobył co najmniej jeden punkt na przestrzeni sezonu, poza trzema powyższymi opcjami) |
| Niebieski                                                             | Ukończył, nie punktował (w klasyfikacji generalnej, gdy nie zdobył co najmniej jednego punktu na przestrzeni sezonu)                      |
| Czerwony                                                              | Nie zakwalifikował się (NZ) |
| Czerwony                                                              | Nie prekwalifikował się (NPK) |
| Różowy                                                                | Nie ukończył (NU) |
| Różowy                                                                | Niesklasyfikowany (NS) (w klasyfikacji generalnej, gdy nie został sklasyfikowany w żadnym wyścigu sezonu)                                 |
| Czarny                                                                | Zdyskwalifikowany (DK) |
| Czarny                                                                | Wykluczony (WYK/EX) |
| Biały                                                                 | Nie wystartował (NW) |
| Biały                                                                 | Kontuzjowany (K/INJ) |
| Biały                                                                 | Wyścig odwołany (OD/C) |
| Bez koloru                                                            | Został wycofany (WYC/WD) |
| Bez koloru                                                            | Nie przybył (NP/DNA) |
| Bez koloru                                                            | Nie brał udziału w treningach (NT/DNP) |
| Bez koloru                                                            | Nie został zgłoszony (–) |
| Pogrubienie                                                           | Start z pole position |
| Kursywa                                                               | Najszybsze okrążenie wyścigu |
| †                                                                     | Nie ukończył, ale jego rezultat został zaliczony ze względu na przejechanie więcej niż 90% dystansu wyścigu.                              |
| *                                                                     | Sezon w trakcie |
| 1/2/3                                                                 | Punktowana pozycja w sprincie |
| Lista systemów punktacji Formuły 1                                    | |

| Sezon | Klasa | Zespół                    | Wyniki w poszczególnych rundach | Wyniki w poszczególnych rundach | Wyniki w poszczególnych rundach | Wyniki w poszczególnych rundach | Wyniki w poszczególnych rundach | Wyniki w poszczególnych rundach | Wyniki w poszczególnych rundach | Wyniki w poszczególnych rundach | Wyniki w poszczególnych rundach | Wyniki w poszczególnych rundach | Wyniki w poszczególnych rundach | Wyniki w poszczególnych rundach | Wyniki w poszczególnych rundach | Wyniki w poszczególnych rundach | Wyniki w poszczególnych rundach | Wyniki w poszczególnych rundach | Wyniki w poszczególnych rundach | Wyniki w poszczególnych rundach | Wyniki w poszczególnych rundach | Wyniki w poszczególnych rundach | Punkty | Pozycja |
| ----- | ----- | ------------------------- | ------------------------------- | ------------------------------- | ------------------------------- | ------------------------------- | ------------------------------- | ------------------------------- | ------------------------------- | ------------------------------- | ------------------------------- | ------------------------------- | ------------------------------- | ------------------------------- | ------------------------------- | ------------------------------- | ------------------------------- | ------------------------------- | ------------------------------- | ------------------------------- | ------------------------------- | ------------------------------- | ------ | ------- |
| 2010  |       |                           | HOC                             | HOC                             | BRN                             | BRN                             | ZAN                             | ZAN                             | OSC                             | OSC                             | OSC                             | ASS                             | ASS                             | MST                             | MST                             | MST                             | SPA                             | SPA                             | SPA                             | NÜR                             | NÜR                             | NÜR                             | 193    | 7       |
| 2010  | 2.0   | Kochanski Motorsport      | 7                               | 4                               | 20                              | 20                              | 7                               | 9                               | 6                               | 6                               | 8                               | 11                              | 9                               | NU                              | 17                              | 22                              | NU                              | NU                              | 16                              | 9                               | 9                               | OD                              | 193    | 7       |
| 2011  |       |                           | HOC                             | HOC                             | HOC                             | SPA                             | SPA                             | NÜR                             | NÜR                             | ASS                             | ASS                             | ASS                             | OSC                             | OSC                             | ZAN                             | ZAN                             | MST                             | MST                             | MST                             | MNZ                             | MNZ                             | MNZ                             | 121    | 12      |
| 2011  | –     | Inter Europol Competition | 8                               | NU                              | 7                               | 22                              | 17                              | NU                              | 14                              | 11                              | NU                              | 8                               | 19                              | 15                              | 14                              | 15                              | 16                              | NU                              | 13                              | NU                              | 18                              | 17                              | 121    | 12      |
| 2012  |       |                           | HOC                             | HOC                             | HOC                             | NÜR                             | NÜR                             | OSC                             | OSC                             | OSC                             | ASS                             | ASS                             | RBR                             | RBR                             | MST                             | MST                             | MST                             | ZAN                             | ZAN                             | ZAN                             | SPA                             | SPA                             | 75     | 25      |
| 2012  | –     | Inter Europol Competition | 9                               | NU                              | 16                              | 15                              | NW                              | 22                              | 10                              | 13                              | 23                              | 16                              | 19                              | 17                              | 27                              | 19                              | 19                              | 13                              | NU                              | 11                              | NU                              | 10                              | 75     | 25      |
| 2013  |       |                           | HOC                             | HOC                             | HOC                             | NÜR                             | NÜR                             | SIL                             | SIL                             | SPA                             | SPA                             | ASS                             | ASS                             | MST                             | MST                             | MST                             | ZAN                             | ZAN                             | ZAN                             |                                 |                                 |                                 | 15     | 40      |
| 2013  | –     | Inter Europol Competition | 20                              | 22                              | 31                              | 18                              | 23                              | NW                              | 20                              | 13                              | 21                              | 24                              | 19                              | NU                              | NW                              | 25                              | 21                              | NU                              | OD                              |                                 |                                 |                                 | 15     | 40      |

### Europejski Puchar Formuły Renault 2.0
| Legenda oznaczeń w tabelach wyników Wyświetl szablon na nowej stronie | Legenda oznaczeń w tabelach wyników Wyświetl szablon na nowej stronie                                                                     |
| Oznaczenie                                                            | Wyjaśnienie |
| --------------------------------------------------------------------- | --- |
| Złoty                                                                 | Zwycięzca lub mistrzostwo |
| Srebrny                                                               | 2. miejsce lub wicemistrzostwo |
| Brązowy                                                               | 3. miejsce lub II wicemistrzostwo |
| Zielony                                                               | Ukończył, punktował (w klasyfikacji generalnej, gdy zdobył co najmniej jeden punkt na przestrzeni sezonu, poza trzema powyższymi opcjami) |
| Niebieski                                                             | Ukończył, nie punktował (w klasyfikacji generalnej, gdy nie zdobył co najmniej jednego punktu na przestrzeni sezonu)                      |
| Czerwony                                                              | Nie zakwalifikował się (NZ) |
| Czerwony                                                              | Nie prekwalifikował się (NPK) |
| Różowy                                                                | Nie ukończył (NU) |
| Różowy                                                                | Niesklasyfikowany (NS) (w klasyfikacji generalnej, gdy nie został sklasyfikowany w żadnym wyścigu sezonu)                                 |
| Czarny                                                                | Zdyskwalifikowany (DK) |
| Czarny                                                                | Wykluczony (WYK/EX) |
| Biały                                                                 | Nie wystartował (NW) |
| Biały                                                                 | Kontuzjowany (K/INJ) |
| Biały                                                                 | Wyścig odwołany (OD/C) |
| Bez koloru                                                            | Został wycofany (WYC/WD) |
| Bez koloru                                                            | Nie przybył (NP/DNA) |
| Bez koloru                                                            | Nie brał udziału w treningach (NT/DNP) |
| Bez koloru                                                            | Nie został zgłoszony (–) |
| Pogrubienie                                                           | Start z pole position |
| Kursywa                                                               | Najszybsze okrążenie wyścigu |
| †                                                                     | Nie ukończył, ale jego rezultat został zaliczony ze względu na przejechanie więcej niż 90% dystansu wyścigu.                              |
| *                                                                     | Sezon w trakcie |
| 1/2/3                                                                 | Punktowana pozycja w sprincie |
| Lista systemów punktacji Formuły 1                                    | |

| Sezon | Zespół                    | Wyniki w poszczególnych rundach | Wyniki w poszczególnych rundach | Wyniki w poszczególnych rundach | Wyniki w poszczególnych rundach | Wyniki w poszczególnych rundach | Wyniki w poszczególnych rundach | Wyniki w poszczególnych rundach | Wyniki w poszczególnych rundach | Wyniki w poszczególnych rundach | Wyniki w poszczególnych rundach | Wyniki w poszczególnych rundach | Wyniki w poszczególnych rundach | Wyniki w poszczególnych rundach | Wyniki w poszczególnych rundach | Wyniki w poszczególnych rundach | Wyniki w poszczególnych rundach | Punkty | Pozycja |
| ----- | ------------------------- | ------------------------------- | ------------------------------- | ------------------------------- | ------------------------------- | ------------------------------- | ------------------------------- | ------------------------------- | ------------------------------- | ------------------------------- | ------------------------------- | ------------------------------- | ------------------------------- | ------------------------------- | ------------------------------- | ------------------------------- | ------------------------------- | ------ | ------- |
| 2010  |                           | ALC                             | ALC                             | SPA                             | SPA                             | BRN                             | BRN                             | MAG                             | MAG                             | HUN                             | HUN                             | HOC                             | HOC                             | SIL                             | SIL                             | CAT                             | CAT                             | 0      | NS†     |
| 2010  | Kochanski Motorsport      | –                               | –                               | –                               | –                               | –                               | –                               | –                               | –                               | –                               | –                               | 16                              | 13                              | –                               | –                               | 16                              | NU                              | 0      | NS†     |
| 2011  |                           | ALC                             | ALC                             | SPA                             | SPA                             | NÜR                             | NÜR                             | HUN                             | HUN                             | SIL                             | SIL                             | LEC                             | LEC                             | CAT                             | CAT                             |                                 |                                 | 0      | NS†     |
| 2011  | Inter Europol Competition | –                               | –                               | 22                              | 17                              | –                               | –                               | –                               | –                               | –                               | –                               | –                               | –                               | –                               | –                               | –                               | –                               | 0      | NS†     |

† – Śmiechowski nie był zaliczany do klasyfikacji

### BOSS GP
| Legenda oznaczeń w tabelach wyników Wyświetl szablon na nowej stronie | Legenda oznaczeń w tabelach wyników Wyświetl szablon na nowej stronie                                                                     |
| Oznaczenie                                                            | Wyjaśnienie |
| --------------------------------------------------------------------- | --- |
| Złoty                                                                 | Zwycięzca lub mistrzostwo |
| Srebrny                                                               | 2. miejsce lub wicemistrzostwo |
| Brązowy                                                               | 3. miejsce lub II wicemistrzostwo |
| Zielony                                                               | Ukończył, punktował (w klasyfikacji generalnej, gdy zdobył co najmniej jeden punkt na przestrzeni sezonu, poza trzema powyższymi opcjami) |
| Niebieski                                                             | Ukończył, nie punktował (w klasyfikacji generalnej, gdy nie zdobył co najmniej jednego punktu na przestrzeni sezonu)                      |
| Czerwony                                                              | Nie zakwalifikował się (NZ) |
| Czerwony                                                              | Nie prekwalifikował się (NPK) |
| Różowy                                                                | Nie ukończył (NU) |
| Różowy                                                                | Niesklasyfikowany (NS) (w klasyfikacji generalnej, gdy nie został sklasyfikowany w żadnym wyścigu sezonu)                                 |
| Czarny                                                                | Zdyskwalifikowany (DK) |
| Czarny                                                                | Wykluczony (WYK/EX) |
| Biały                                                                 | Nie wystartował (NW) |
| Biały                                                                 | Kontuzjowany (K/INJ) |
| Biały                                                                 | Wyścig odwołany (OD/C) |
| Bez koloru                                                            | Został wycofany (WYC/WD) |
| Bez koloru                                                            | Nie przybył (NP/DNA) |
| Bez koloru                                                            | Nie brał udziału w treningach (NT/DNP) |
| Bez koloru                                                            | Nie został zgłoszony (–) |
| Pogrubienie                                                           | Start z pole position |
| Kursywa                                                               | Najszybsze okrążenie wyścigu |
| †                                                                     | Nie ukończył, ale jego rezultat został zaliczony ze względu na przejechanie więcej niż 90% dystansu wyścigu.                              |
| *                                                                     | Sezon w trakcie |
| 1/2/3                                                                 | Punktowana pozycja w sprincie |
| Lista systemów punktacji Formuły 1                                    | |

| Sezon | Klasa   | Nr. | Zespół                    | Samochód                | Opony | Wyniki w poszczególnych rundach | Wyniki w poszczególnych rundach | Wyniki w poszczególnych rundach | Wyniki w poszczególnych rundach | Wyniki w poszczególnych rundach | Wyniki w poszczególnych rundach | Wyniki w poszczególnych rundach | Wyniki w poszczególnych rundach | Wyniki w poszczególnych rundach | Wyniki w poszczególnych rundach | Wyniki w poszczególnych rundach | Wyniki w poszczególnych rundach | Wyniki w poszczególnych rundach | Wyniki w poszczególnych rundach | Wyniki w poszczególnych rundach | Wyniki w poszczególnych rundach | Punkty | Pozycja |
| Sezon | Klasa   | Nr. | Zespół                    | Silnik                  | Opony | Wyniki w poszczególnych rundach | Wyniki w poszczególnych rundach | Wyniki w poszczególnych rundach | Wyniki w poszczególnych rundach | Wyniki w poszczególnych rundach | Wyniki w poszczególnych rundach | Wyniki w poszczególnych rundach | Wyniki w poszczególnych rundach | Wyniki w poszczególnych rundach | Wyniki w poszczególnych rundach | Wyniki w poszczególnych rundach | Wyniki w poszczególnych rundach | Wyniki w poszczególnych rundach | Wyniki w poszczególnych rundach | Wyniki w poszczególnych rundach | Wyniki w poszczególnych rundach | Punkty | Pozycja |
| ----- | ------- | --- | ------------------------- | ----------------------- | ----- | ------------------------------- | ------------------------------- | ------------------------------- | ------------------------------- | ------------------------------- | ------------------------------- | ------------------------------- | ------------------------------- | ------------------------------- | ------------------------------- | ------------------------------- | ------------------------------- | ------------------------------- | ------------------------------- | ------------------------------- | ------------------------------- | ------ | ------- |
| 2014  |         |     |                           |                         |       | HOC                             | HOC                             | MUG                             | MUG                             | RBR                             | RBR                             | MNZ                             | MNZ                             | ZAN                             | ZAN                             | BRN                             | BRN                             | IMO                             | IMO                             | LEC                             | LEC                             | 276    | 1       |
| 2014  | Open    | 37  | Inter Europol Competition | Dallara GP2/05          | P     | 1                               | 12                              | 4                               | 2                               | 5                               | 5                               | NU                              | 3                               | 2                               | 3                               | 3                               | 3                               | 1                               | 2                               | 2                               | 2                               | 276    | 1       |
| 2014  | Open    | 37  | Inter Europol Competition | Mecachrome 4.0L DOHC V8 | P     | 1                               | 12                              | 4                               | 2                               | 5                               | 5                               | NU                              | 3                               | 2                               | 3                               | 3                               | 3                               | 1                               | 2                               | 2                               | 2                               | 276    | 1       |
| 2015  |         |     |                           |                         |       | HOC                             | HOC                             | LEC                             | LEC                             | MNZ                             | MNZ                             | ZOL                             | ZOL                             | ASS                             | ASS                             | BRN                             | BRN                             | DIJ                             | DIJ                             |                                 |                                 | 277    | 2       |
| 2015  | Formula | 11  | Inter Europol Competition | Dallara GP2/05          | P     | 2                               | 3                               | 3                               | 3                               | 2                               | 2                               | 1                               | 1                               | 1                               | 2                               | 2                               | 2                               | 1                               | 1                               |                                 |                                 | 277    | 2       |
| 2015  | Formula | 11  | Inter Europol Competition | Mecachrome 4.0L DOHC V8 | P     | 2                               | 3                               | 3                               | 3                               | 2                               | 2                               | 1                               | 1                               | 1                               | 2                               | 2                               | 2                               | 1                               | 1                               |                                 |                                 | 277    | 2       |

### V de V Endurance Series
| Legenda oznaczeń w tabelach wyników Wyświetl szablon na nowej stronie | Legenda oznaczeń w tabelach wyników Wyświetl szablon na nowej stronie                                                                     |
| Oznaczenie                                                            | Wyjaśnienie |
| --------------------------------------------------------------------- | --- |
| Złoty                                                                 | Zwycięzca lub mistrzostwo |
| Srebrny                                                               | 2. miejsce lub wicemistrzostwo |
| Brązowy                                                               | 3. miejsce lub II wicemistrzostwo |
| Zielony                                                               | Ukończył, punktował (w klasyfikacji generalnej, gdy zdobył co najmniej jeden punkt na przestrzeni sezonu, poza trzema powyższymi opcjami) |
| Niebieski                                                             | Ukończył, nie punktował (w klasyfikacji generalnej, gdy nie zdobył co najmniej jednego punktu na przestrzeni sezonu)                      |
| Czerwony                                                              | Nie zakwalifikował się (NZ) |
| Czerwony                                                              | Nie prekwalifikował się (NPK) |
| Różowy                                                                | Nie ukończył (NU) |
| Różowy                                                                | Niesklasyfikowany (NS) (w klasyfikacji generalnej, gdy nie został sklasyfikowany w żadnym wyścigu sezonu)                                 |
| Czarny                                                                | Zdyskwalifikowany (DK) |
| Czarny                                                                | Wykluczony (WYK/EX) |
| Biały                                                                 | Nie wystartował (NW) |
| Biały                                                                 | Kontuzjowany (K/INJ) |
| Biały                                                                 | Wyścig odwołany (OD/C) |
| Bez koloru                                                            | Został wycofany (WYC/WD) |
| Bez koloru                                                            | Nie przybył (NP/DNA) |
| Bez koloru                                                            | Nie brał udziału w treningach (NT/DNP) |
| Bez koloru                                                            | Nie został zgłoszony (–) |
| Pogrubienie                                                           | Start z pole position |
| Kursywa                                                               | Najszybsze okrążenie wyścigu |
| †                                                                     | Nie ukończył, ale jego rezultat został zaliczony ze względu na przejechanie więcej niż 90% dystansu wyścigu.                              |
| *                                                                     | Sezon w trakcie |
| 1/2/3                                                                 | Punktowana pozycja w sprincie |
| Lista systemów punktacji Formuły 1                                    | |

| Sezon | Klasa | Nr. | Zespół                    | Współkierowcy      | Rundy | Samochód              | Opony | Wyniki w poszczególnych rundach | Wyniki w poszczególnych rundach | Wyniki w poszczególnych rundach | Wyniki w poszczególnych rundach | Wyniki w poszczególnych rundach | Wyniki w poszczególnych rundach | Wyniki w poszczególnych rundach | Punkty | Pozycja |
| Sezon | Klasa | Nr. | Zespół                    | Współkierowcy      | Rundy | Silnik                | Opony | Wyniki w poszczególnych rundach | Wyniki w poszczególnych rundach | Wyniki w poszczególnych rundach | Wyniki w poszczególnych rundach | Wyniki w poszczególnych rundach | Wyniki w poszczególnych rundach | Wyniki w poszczególnych rundach | Punkty | Pozycja |
| ----- | ----- | --- | ------------------------- | ------------------ | ----- | --------------------- | ----- | ------------------------------- | ------------------------------- | ------------------------------- | ------------------------------- | ------------------------------- | ------------------------------- | ------------------------------- | ------ | ------- |
| 2016  |       |     |                           |                    |       |                       |       | CAT                             | BUG                             | LEC                             | ALC                             | MUG                             | MAG                             | EST                             | 294.5  | 1       |
| 2016  | LMP3  | 13  | Inter Europol Competition | Martin Hippe       | 1–7   | Ligier JS P3          | M     | 2                               | 1                               | 1                               | 1                               | 1                               | 1                               | 4                               | 294.5  | 1       |
| 2016  | LMP3  | 13  | Inter Europol Competition | Martin Hippe       | 1–7   | Nissan VK50DE 5.0L V8 | M     | 2                               | 1                               | 1                               | 1                               | 1                               | 1                               | 4                               | 294.5  | 1       |
| 2017  |       |     |                           |                    |       |                       |       | CAT                             | ALG                             | LEC                             | DIJ                             | JAR                             | MAG                             | EST                             | 218.5  | 1       |
| 2017  | LMP3  | 13  | Inter Europol Competition | Hendrick Still     | 1–7   | Ligier JS P3          | M     | 8                               | 1                               | 8                               | 3                               | 1                               | 8                               | 2                               | 218.5  | 1       |
| 2017  | LMP3  | 13  | Inter Europol Competition | Hendrick Still     | 1–7   | Nissan VK50DE 5.0L V8 | M     | 8                               | 1                               | 8                               | 3                               | 1                               | 8                               | 2                               | 218.5  | 1       |
| 2018  |       |     |                           |                    |       |                       |       | CAT                             | MAG                             | LEC                             | DIJ                             | NAV                             | BUG                             | EST                             | 145.5  | 5       |
| 2018  | LMP3  | 13  | Inter Europol Competition | Pontus Fredricsson | 1–7   | Ligier JS P3          | M     | 2                               | 4                               | 1                               | 2                               | NU                              | 2                               | NU                              | 145.5  | 5       |
| 2018  | LMP3  | 13  | Inter Europol Competition | Pontus Fredricsson | 1–7   | Nissan VK50DE 5.0L V8 | M     | 2                               | 4                               | 1                               | 2                               | NU                              | 2                               | NU                              | 145.5  | 5       |

### European Le Mans Series
| Legenda oznaczeń w tabelach wyników Wyświetl szablon na nowej stronie | Legenda oznaczeń w tabelach wyników Wyświetl szablon na nowej stronie                                                                     |
| Oznaczenie                                                            | Wyjaśnienie |
| --------------------------------------------------------------------- | --- |
| Złoty                                                                 | Zwycięzca lub mistrzostwo |
| Srebrny                                                               | 2. miejsce lub wicemistrzostwo |
| Brązowy                                                               | 3. miejsce lub II wicemistrzostwo |
| Zielony                                                               | Ukończył, punktował (w klasyfikacji generalnej, gdy zdobył co najmniej jeden punkt na przestrzeni sezonu, poza trzema powyższymi opcjami) |
| Niebieski                                                             | Ukończył, nie punktował (w klasyfikacji generalnej, gdy nie zdobył co najmniej jednego punktu na przestrzeni sezonu)                      |
| Czerwony                                                              | Nie zakwalifikował się (NZ) |
| Czerwony                                                              | Nie prekwalifikował się (NPK) |
| Różowy                                                                | Nie ukończył (NU) |
| Różowy                                                                | Niesklasyfikowany (NS) (w klasyfikacji generalnej, gdy nie został sklasyfikowany w żadnym wyścigu sezonu)                                 |
| Czarny                                                                | Zdyskwalifikowany (DK) |
| Czarny                                                                | Wykluczony (WYK/EX) |
| Biały                                                                 | Nie wystartował (NW) |
| Biały                                                                 | Kontuzjowany (K/INJ) |
| Biały                                                                 | Wyścig odwołany (OD/C) |
| Bez koloru                                                            | Został wycofany (WYC/WD) |
| Bez koloru                                                            | Nie przybył (NP/DNA) |
| Bez koloru                                                            | Nie brał udziału w treningach (NT/DNP) |
| Bez koloru                                                            | Nie został zgłoszony (–) |
| Pogrubienie                                                           | Start z pole position |
| Kursywa                                                               | Najszybsze okrążenie wyścigu |
| †                                                                     | Nie ukończył, ale jego rezultat został zaliczony ze względu na przejechanie więcej niż 90% dystansu wyścigu.                              |
| *                                                                     | Sezon w trakcie |
| 1/2/3                                                                 | Punktowana pozycja w sprincie |
| Lista systemów punktacji Formuły 1                                    | |

| Sezon | Klasa | Nr. | Zespół                    | Współkierowcy             | Rundy | Samochód              | Opony | Wyniki w poszczególnych rundach | Wyniki w poszczególnych rundach | Wyniki w poszczególnych rundach | Wyniki w poszczególnych rundach | Wyniki w poszczególnych rundach | Wyniki w poszczególnych rundach | Punkty | Pozycja |
| Sezon | Klasa | Nr. | Zespół                    | Współkierowcy             | Rundy | Silnik                | Opony | Wyniki w poszczególnych rundach | Wyniki w poszczególnych rundach | Wyniki w poszczególnych rundach | Wyniki w poszczególnych rundach | Wyniki w poszczególnych rundach | Wyniki w poszczególnych rundach | Punkty | Pozycja |
| ----- | ----- | --- | ------------------------- | ------------------------- | ----- | --------------------- | ----- | ------------------------------- | ------------------------------- | ------------------------------- | ------------------------------- | ------------------------------- | ------------------------------- | ------ | ------- |
| 2016  |       |     |                           |                           |       |                       |       | SIL                             | IMO                             | RBR                             | LEC                             | SPA                             | EST                             | 24.5   | 12      |
| 2016  | LMP3  | 13  | Inter Europol Competition | Jens Petersen             | 1–6   | Ligier JS P3          | M     | NU                              | 15                              | NU                              | 7                               | 6                               | 5                               | 24.5   | 12      |
| 2016  | LMP3  | 13  | Inter Europol Competition | Jens Petersen             | 1–6   | Nissan VK50DE 5.0L V8 | M     | NU                              | 15                              | NU                              | 7                               | 6                               | 5                               | 24.5   | 12      |
| 2017  |       |     |                           |                           |       |                       |       | SIL                             | MNZ                             | RBR                             | LEC                             | SPA                             | ALG                             | 56     | 5       |
| 2017  | LMP3  | 13  | Inter Europol Competition | Martin Hippe              | 1–6   | Ligier JS P3          | M     | 6                               | 6                               | 5                               | 2                               | 4                               | NU                              | 56     | 5       |
| 2017  | LMP3  | 13  | Inter Europol Competition | Martin Hippe              | 1–6   | Nissan VK50DE 5.0L V8 | M     | 6                               | 6                               | 5                               | 2                               | 4                               | NU                              | 56     | 5       |
| 2018  |       |     |                           |                           |       |                       |       | LEC                             | MNZ                             | RBR                             | SIL                             | SPA                             | ALG                             | 70.25  | 2       |
| 2018  | LMP3  | 13  | Inter Europol Competition | Martin Hippe              | 1–6   | Ligier JS P3          | M     | 6                               | 4                               | 3                               | 5                               | 12                              | 1                               | 70.25  | 2       |
| 2018  | LMP3  | 13  | Inter Europol Competition | Martin Hippe              | 1–6   | Nissan VK50DE 5.0L V8 | M     | 6                               | 4                               | 3                               | 5                               | 12                              | 1                               | 70.25  | 2       |
| 2019  |       |     |                           |                           |       |                       |       | LEC                             | MNZ                             | CAT                             | SIL                             | SPA                             | ALG                             | 2      | 28      |
| 2019  | LMP2  | 34  | Inter Europol Competition | Dani Clos                 | 1–3   | Ligier JS P217        | M     | 15                              | 13                              | NU                              | 12                              | 12                              | NU                              | 2      | 28      |
| 2019  | LMP2  | 34  | Inter Europol Competition | Léo Roussel               | 1–2   | Ligier JS P217        | M     | 15                              | 13                              | NU                              | 12                              | 12                              | NU                              | 2      | 28      |
| 2019  | LMP2  | 34  | Inter Europol Competition | Adrien Tambay             | 3–4   | Ligier JS P217        | M     | 15                              | 13                              | NU                              | 12                              | 12                              | NU                              | 2      | 28      |
| 2019  | LMP2  | 34  | Inter Europol Competition | Lukas Dunner              | 4     | Gibson GK428 4.2L V8  | M     | 15                              | 13                              | NU                              | 12                              | 12                              | NU                              | 2      | 28      |
| 2019  | LMP2  | 34  | Inter Europol Competition | Sam Dejonghe              | 5–6   | Gibson GK428 4.2L V8  | M     | 15                              | 13                              | NU                              | 12                              | 12                              | NU                              | 2      | 28      |
| 2019  | LMP2  | 34  | Inter Europol Competition | Mathias Beche             | 6     | Gibson GK428 4.2L V8  | M     | 15                              | 13                              | NU                              | 12                              | 12                              | NU                              | 2      | 28      |
| 2020  |       |     |                           |                           |       |                       |       | LEC                             | SPA                             | LEC                             | MN                              | AL                              |                                 | 15.5   | 16      |
| 2020  | LMP2  | 34  | Inter Europol Competition | Matevos Isaakyan          | 1-4   | Ligier JS P217        | M     | 7                               | 11                              | 6                               | 12                              |                                 |                                 | 15.5   | 16      |
| 2020  | LMP2  | 34  | Inter Europol Competition | Rene Binder               | 6     | Gibson GK428 4.2L V8  | M     | 7                               | 11                              | 6                               | 12                              | NU                              |                                 | 15.5   | 16      |
|       |       |     |                           |                           |       |                       |       | CAT                             | LEC                             | IMO                             | SPA                             | SIL                             | ALG                             | 15.5   | 16      |
|       |       |     |                           |                           |       |                       |       | CAT                             | LEC                             | IMO                             | SPA                             | SIL                             | ALG                             |        |         |
| 2025  | LMP2  | 43  | Inter Europol Competition | Tom Dillmann Nick Yelloly | 1-2   | Oreca 07              | G     | 10                              | 2                               |                                 |                                 |                                 |                                 | 20     | 4       |
| 2025  | LMP2  | 43  | Inter Europol Competition | Tom Dillmann Nick Yelloly | 1-2   | Gibson GK428 4.2L V8  | G     | 10                              | 2                               |                                 |                                 |                                 |                                 | 20     | 4       |

### Asian Le Mans Series
| Legenda oznaczeń w tabelach wyników Wyświetl szablon na nowej stronie | Legenda oznaczeń w tabelach wyników Wyświetl szablon na nowej stronie                                                                     |
| Oznaczenie                                                            | Wyjaśnienie |
| --------------------------------------------------------------------- | --- |
| Złoty                                                                 | Zwycięzca lub mistrzostwo |
| Srebrny                                                               | 2. miejsce lub wicemistrzostwo |
| Brązowy                                                               | 3. miejsce lub II wicemistrzostwo |
| Zielony                                                               | Ukończył, punktował (w klasyfikacji generalnej, gdy zdobył co najmniej jeden punkt na przestrzeni sezonu, poza trzema powyższymi opcjami) |
| Niebieski                                                             | Ukończył, nie punktował (w klasyfikacji generalnej, gdy nie zdobył co najmniej jednego punktu na przestrzeni sezonu)                      |
| Czerwony                                                              | Nie zakwalifikował się (NZ) |
| Czerwony                                                              | Nie prekwalifikował się (NPK) |
| Różowy                                                                | Nie ukończył (NU) |
| Różowy                                                                | Niesklasyfikowany (NS) (w klasyfikacji generalnej, gdy nie został sklasyfikowany w żadnym wyścigu sezonu)                                 |
| Czarny                                                                | Zdyskwalifikowany (DK) |
| Czarny                                                                | Wykluczony (WYK/EX) |
| Biały                                                                 | Nie wystartował (NW) |
| Biały                                                                 | Kontuzjowany (K/INJ) |
| Biały                                                                 | Wyścig odwołany (OD/C) |
| Bez koloru                                                            | Został wycofany (WYC/WD) |
| Bez koloru                                                            | Nie przybył (NP/DNA) |
| Bez koloru                                                            | Nie brał udziału w treningach (NT/DNP) |
| Bez koloru                                                            | Nie został zgłoszony (–) |
| Pogrubienie                                                           | Start z pole position |
| Kursywa                                                               | Najszybsze okrążenie wyścigu |
| †                                                                     | Nie ukończył, ale jego rezultat został zaliczony ze względu na przejechanie więcej niż 90% dystansu wyścigu.                              |
| *                                                                     | Sezon w trakcie |
| 1/2/3                                                                 | Punktowana pozycja w sprincie |
| Lista systemów punktacji Formuły 1                                    | |

| Sezon   | Klasa | Nr. | Zespół                    | Współkierowcy | Rundy | Samochód              | Opony | Wyniki w poszczególnych rundach | Wyniki w poszczególnych rundach | Wyniki w poszczególnych rundach | Wyniki w poszczególnych rundach | Punkty | Pozycja |
| Sezon   | Klasa | Nr. | Zespół                    | Współkierowcy | Rundy | Silnik                | Opony | Wyniki w poszczególnych rundach | Wyniki w poszczególnych rundach | Wyniki w poszczególnych rundach | Wyniki w poszczególnych rundach | Punkty | Pozycja |
| ------- | ----- | --- | ------------------------- | ------------- | ----- | --------------------- | ----- | ------------------------------- | ------------------------------- | ------------------------------- | ------------------------------- | ------ | ------- |
| 2018–19 |       |     |                           |               |       |                       |       | SHA                             | FUJ                             | CHA                             | SEP                             | 87     | 1       |
| 2018–19 | LMP3  | 13  | Inter Europol Competition | Martin Hippe  | 1–4   | Ligier JS P3          | M     | 1                               | 2                               | 2                               | 1                               | 87     | 1       |
| 2018–19 | LMP3  | 13  | Inter Europol Competition | Martin Hippe  | 1–4   | Nissan VK50DE 5.0L V8 | M     | 1                               | 2                               | 2                               | 1                               | 87     | 1       |
| 2019–20 |       |     |                           |               |       |                       |       | SHA                             | BEN                             | SEP                             | CHA                             | 28     | 5       |
| 2019–20 | LMP2  | 34  | Inter Europol Endurance   | Mathias Beche | 1–4   | Ligier JS P217        | M     | 4                               | NU                              | 5                               | 7                               | 28     | 5       |
| 2019–20 | LMP2  | 34  | Inter Europol Endurance   | James Winslow | 1–4   | Gibson GK428 4.2L V8  | M     | 4                               | NU                              | 5                               | 7                               | 28     | 5       |

### 24h Le Mans
| Legenda oznaczeń w tabelach wyników Wyświetl szablon na nowej stronie | Legenda oznaczeń w tabelach wyników Wyświetl szablon na nowej stronie                                                                     |
| Oznaczenie                                                            | Wyjaśnienie |
| --------------------------------------------------------------------- | --- |
| Złoty                                                                 | Zwycięzca lub mistrzostwo |
| Srebrny                                                               | 2. miejsce lub wicemistrzostwo |
| Brązowy                                                               | 3. miejsce lub II wicemistrzostwo |
| Zielony                                                               | Ukończył, punktował (w klasyfikacji generalnej, gdy zdobył co najmniej jeden punkt na przestrzeni sezonu, poza trzema powyższymi opcjami) |
| Niebieski                                                             | Ukończył, nie punktował (w klasyfikacji generalnej, gdy nie zdobył co najmniej jednego punktu na przestrzeni sezonu)                      |
| Czerwony                                                              | Nie zakwalifikował się (NZ) |
| Czerwony                                                              | Nie prekwalifikował się (NPK) |
| Różowy                                                                | Nie ukończył (NU) |
| Różowy                                                                | Niesklasyfikowany (NS) (w klasyfikacji generalnej, gdy nie został sklasyfikowany w żadnym wyścigu sezonu)                                 |
| Czarny                                                                | Zdyskwalifikowany (DK) |
| Czarny                                                                | Wykluczony (WYK/EX) |
| Biały                                                                 | Nie wystartował (NW) |
| Biały                                                                 | Kontuzjowany (K/INJ) |
| Biały                                                                 | Wyścig odwołany (OD/C) |
| Bez koloru                                                            | Został wycofany (WYC/WD) |
| Bez koloru                                                            | Nie przybył (NP/DNA) |
| Bez koloru                                                            | Nie brał udziału w treningach (NT/DNP) |
| Bez koloru                                                            | Nie został zgłoszony (–) |
| Pogrubienie                                                           | Start z pole position |
| Kursywa                                                               | Najszybsze okrążenie wyścigu |
| †                                                                     | Nie ukończył, ale jego rezultat został zaliczony ze względu na przejechanie więcej niż 90% dystansu wyścigu.                              |
| *                                                                     | Sezon w trakcie |
| 1/2/3                                                                 | Punktowana pozycja w sprincie |
| Lista systemów punktacji Formuły 1                                    | |

| Rok  | Klasa | Nr. | Zespół                    | Współkierowcy                     | Samochód             | Opony | Okrążenia | Pozycja (ogólna) | Pozycja (w klasie) |
| Rok  | Klasa | Nr. | Zespół                    | Współkierowcy                     | Silnik               | Opony | Okrążenia | Pozycja (ogólna) | Pozycja (w klasie) |
| ---- | ----- | --- | ------------------------- | --------------------------------- | -------------------- | ----- | --------- | ---------------- | ------------------ |
| 2019 | LMP2  | 34  | Inter Europol Competition | James Winslow Nigel Moore         | Ligier JS P217       | M     | 325       | 45               | 16                 |
| 2019 | LMP2  | 34  | Inter Europol Competition | James Winslow Nigel Moore         | Gibson GK428 4.2L V8 | M     | 325       | 45               | 16                 |
| 2020 | LMP2  | 34  | Inter Europol Competition | Matevos Isaakyan Rene Binder      | Ligier JS P217       | M     | 316       | 42               | 17                 |
| 2020 | LMP2  | 34  | Inter Europol Competition | Matevos Isaakyan Rene Binder      | Gibson GK428 4.2L V8 | M     | 316       | 42               | 17                 |
| 2021 | LMP2  | 34  | Inter Europol Competition | Alex Brundle Renger van Der Zande | Oreca 07             | G     | 360       | 10               | 5                  |
| 2021 | LMP2  | 34  | Inter Europol Competition | Alex Brundle Renger van Der Zande | Gibson GK428 4.2L V8 | G     | 360       | 10               | 5                  |
| 2022 | LMP2  | 34  | Inter Europol Competition | Alex Brundle Esteban Gutierrez    | Oreca 07             | G     | 365       | 17               | 12                 |
| 2022 | LMP2  | 34  | Inter Europol Competition | Alex Brundle Esteban Gutierrez    | Gibson GK428 4.2L V8 | G     | 365       | 17               | 12                 |
| 2023 | LMP2  | 34  | Inter Europol Competition | Albert Costa Balboa Fabio Scherer | Oreca 07             | G     | 328       | 9                | 1                  |
| 2023 | LMP2  | 34  | Inter Europol Competition | Albert Costa Balboa Fabio Scherer | Gibson GK428 4.2L V8 | G     | 328       | 9                | 1                  |
| 2024 | LMP2  | 34  | Inter Europol Competition | Clement Novalak Vladislav Lomko   | Oreca 07             | G     | 297       | 16               | 2                  |
| 2024 | LMP2  | 34  | Inter Europol Competition | Clement Novalak Vladislav Lomko   | Gibson GK428 4.2L V8 | G     | 297       | 16               | 2                  |
| 2025 | LMP2  | 43  | Inter Europol Competition | Tom Dillmann Nick Yelloly         | Oreca 07             | G     | 367       | 18               | 1                  |
| 2025 | LMP2  | 43  | Inter Europol Competition | Tom Dillmann Nick Yelloly         | Gibson GK428 4.2L V8 | G     | 367       | 18               | 1                  |

### IMSA Sportscar Championship
| Rok  | Zespół                                                 | Samochód             | 1   | 2   | 3   | 4   | 5   | 6   | 7   | Punkty | Pozycja |
| Rok  | Zespół                                                 | Silnik               | DAY | SEB | ELK | ATL | PET | LGA | SEB | Punkty | Pozycja |
| ---- | ------------------------------------------------------ | -------------------- | --- | --- | --- | --- | --- | --- | --- | ------ | ------- |
| 2020 | Inter Europol Competition                              | Oreca 07             |     |     |     |     | 3   |     | 4   | 58     | 11      |
| 2020 | Inter Europol Competition                              | Gibson GK428 4.2L V8 |     |     |     |     | 3   |     | 4   | 58     | 11      |
|      |                                                        |                      | DAY | SEB | WGL | MOS | ELK | IMS | PET |        |         |
| 2024 | Inter Europol Competition by PR1/Mathiasen Motorsports | Oreca 07             | 4   | 6   | 3   |     |     | 2   | 4   | 17     | 1581    |
| 2024 | Inter Europol Competition by PR1/Mathiasen Motorsports | Gibson GK428 4.2L V8 | 4   | 6   | 3   |     |     | 2   | 4   | 17     | 1581    |

### Podsumowanie
| Sezon   | Seria                                         | Zespół                       | Wyścigi | Zwycięstwa | PP | NO | Podium | Punkty | Pozycja |
| ------- | --------------------------------------------- | ---------------------------- | ------- | ---------- | -- | -- | ------ | ------ | ------- |
| 2009    | Włoska Formuła Renault                        | Kochanski Motorsport Project | 6       | 0          | 0  | 0  | 0      | 29     | 21      |
| 2010    | Północnoeuropejski Puchar Formuły Renault 2.0 | Kochanski Motorsport         | 19      | 0          | 0  | 0  | 0      | 193    | 7       |
| 2010    | Europejski Puchar Formuły Renault 2.0         | Kochanski Motorsport         | 4       | 0          | 0  | 0  | 0      | 0      | NS†     |
| 2011    | Północnoeuropejski Puchar Formuły Renault 2.0 | Inter Europol Competition    | 20      | 0          | 0  | 0  | 0      | 121    | 12      |
| 2011    | Europejski Puchar Formuły Renault 2.0         | Inter Europol Competition    | 2       | 0          | 0  | 0  | 0      | 0      | NS†     |
| 2012    | Północnoeuropejski Puchar Formuły Renault 2.0 | Inter Europol Competition    | 19      | 0          | 0  | 0  | 0      | 75     | 25      |
| 2013    | Północnoeuropejski Puchar Formuły Renault 2.0 | Inter Europol                | 15      | 0          | 0  | 0  | 0      | 15     | 40      |
| 2014    | BOSS GP – Open                                | Inter Europol Competition    | 16      | 2          | 1  | 0  | 11     | 276    | 1       |
| 2014    | Remus Formel 3 Pokal                          | Inter Europol Competition    | 8       | 3          | ?  | 3  | 7      | 156    | 2       |
| 2014    | Central European Zone Championship E2-2000    | Inter Europol Competition    | ?       | ?          | ?  | ?  | ?      | 112    | 3       |
| 2015    | BOSS GP – Formula                             | Inter Europol Competition    | 14      | 5          | 3  | 5  | 14     | 277    | 2       |
| 2015    | Remus Formel 3 Pokal                          | Inter Europol Competition    | 8       | 2          | 2  | 2  | 4      | 121    | 4       |
| 2015    | ESET V4 Cup – Formula                         | Inter Europol Competition    | ?       | ?          | ?  | ?  | ?      | 127    | 2       |
| 2015    | Austrian Circuit Championships – Dywizja 1    | Inter Europol Competition    | ?       | ?          | ?  | ?  | ?      | 227    | 2       |
| 2015    | Central European Zone Championship E2-2000    | Inter Europol Competition    | ?       | ?          | ?  | ?  | ?      | 193    | 2       |
| 2016    | V de V Endurance Series – LMP3                | Inter Europol Competition    | 7       | 5          | 3  | 0  | 6      | 294.5  | 1       |
| 2016    | European Le Mans Series – LMP3                | Inter Europol Competition    | 6       | 0          | 0  | 0  | 0      | 24.5   | 12      |
| 2017    | GT & Prototype Challenge – Dywizja 2          | Inter Europol Competition    | 10      | 4          | 6  | 6  | 9      | 208    | 2       |
| 2017    | V de V Endurance Series – LMP3                | Inter Europol Competition    | 7       | 2          | 0  | 0  | 4      | 218.5  | 1       |
| 2017    | European Le Mans Series – LMP3                | Inter Europol Competition    | 6       | 0          | 0  | 0  | 1      | 56     | 5       |
| 2018    | V de V Endurance Series – LMP3                | Inter Europol Competition    | 7       | 1          | 0  | 0  | 4      | 145.5  | 5       |
| 2018    | European Le Mans Series – LMP3                | Inter Europol Competition    | 6       | 1          | 0  | 0  | 2      | 70.25  | 2       |
| 2018–19 | LMP2 Drivers FIA Endurance Trophy             | Inter Europol Competition    | 1       | 0          | 0  | 0  | 0      | 0      | NS†     |
| 2018–19 | Asian Le Mans Series – LMP3                   | Inter Europol Competition    | 4       | 2          | 0  | 0  | 4      | 87     | 1       |
| 2019    | European Le Mans Series – LMP2                | Inter Europol Competition    | 6       | 0          | 0  | 0  | 0      | 2      | 28      |
| 2019    | 24h Le Mans 2019 – LMP2                       | Inter Europol Competition    | 1       | 0          | 0  | 0  | 0      | N/A    | 16      |
| 2019–20 | Asian Le Mans Series – LMP2                   | Inter Europol Endurance      | 4       | 0          | 0  | 0  | 0      | 28     | 5       |
| 2019–20 | FIA World Endurance Championship - LMP2       | Inter Europol Competition    | 1       | 0          | 0  | 0  | 0      | 0      | NS†     |
| 2020    | European Le Mans Series - LMP2                | Inter Europol Competition    | 5       | 0          | 0  | 0  | 0      | 15.5   | 16      |
| 2020    | IMSA Sportscar Championship - LMP2            | Inter Europol Competition    | 2       | 1          | 0  | 0  | 0      | 58     | 11      |
| 2020    | 24h Le Mans 2020 - LMP2                       | Inter Europol Competition    | 1       | 0          | 0  | 0  | 0      | N/A    | 17      |
| 2021    | FIA World Endurance Championship - LMP2       | Inter Europol Competition    | 6       | 0          | 0  | 0  | 1      | 84     | 6       |
| 2021    | 24h Le Mans 2021 - LMP2                       | Inter Europol Competition    | 1       | 0          | 0  | 0  | 0      | N/A    | 5       |
| 2022    | FIA World Endurance Championship - LMP2       | Inter Europol Competition    | 6       | 0          | 0  | 0  | 0      | 20     | 15      |
| 2022    | 24h Le Mans 2022 - LMP2                       | Inter Europol Competition    | 1       | 0          | 0  | 0  | 0      | N/A    | 13      |
| 2023    | FIA World Endurance Championship - LMP2       | Inter Europol Competition    | 7       | 1          | 0  | 0  | 2      | 114    | 2       |
| 2023    | 24h Le Mans 2023 - LMP2                       | Inter Europol Competition    | 1       | 1          | 0  | 0  | 1      | N/A    | 1       |
| 2024    | 24h Le Mans 2024 - LMP2                       | Inter Europol Competition    | 1       | 0          | 0  | 0  | 1      | N/A    | 2       |
| 2024    | IMSA SportsCar Championship - LMP2            | Inter Europol Competition    | 5       | 0          | 0  | 0  | 2      | 1581   | 1       |
| 2025    | European Le Mans Series - LMP2                | Inter Europol Competition    | 2*      | 0*         | 1* | 0* | 1*     | 20*    | 4       |
| 2025    | 24h Le Mans 2025 - LMP2                       | Inter Europol Competition    | 1       | 1          | 0  | 0  | 1      | N/A    | 1       |
| 2025    | Nürburgring Langstrecken-Serie                | PTerting Sports by Up2Race   | 2       | 0          | 0  | 0  | 1      | N/A    | N/A     |

† – Śmiechowski nie był zaliczany do klasyfikacji